# 馬塔納湖
馬塔納湖是印度尼西亞的湖泊，由南蘇拉威西省負責管轄，長28公里、寬8公里，面積164.1平方公里，海拔高度382米，最大水深590米，这意味着湖底在海平面之下。馬塔納湖是該國最深的湖泊，也是全球第十深湖泊。馬塔納湖是马利利湖系的两个湖之一，另一个是托武蒂湖。

## 资料来源
1. 1 2 3 4  Crowe, Sean A.,  (PDF), Limnology and Oceanography, 2008, 53 (1): 319–331, doi:10.4319/lo.2008.53.1.0319, （原始内容 (PDF)存档于2013-04-02） （页面存档备份，存于）